# Pseudochaeta mirabilis
Pseudochaeta mirabilis är en tvåvingeart som beskrevs av Townsend 1912. Pseudochaeta mirabilis ingår i släktet Pseudochaeta och familjen parasitflugor.
Artens utbredningsområde är Peru. Inga underarter finns listade i Catalogue of Life.